# گیوم انکندو
گیوم انکندو (انگلیسی: Guillaume N'Kendo؛ زادهٔ ۶ ژوئن ۱۹۸۶) بازیکن فوتبال اهل کامرون است.
از باشگاه‌هایی که در آن بازی کرده است می‌توان به باشگاه فوتبال پیکان، باشگاه فوتبال داک ۱۹۰۴ دونایسکا استردا، باشگاه فوتبال حمام الانف، و باشگاه فوتبال آلباسته بالومپیه اشاره کرد.